# Hogna osceola
Hogna osceola är en spindelart som först beskrevs av Willis J. Gertsch och Wallace 1937.  Hogna osceola ingår i släktet Hogna och familjen vargspindlar. Inga underarter finns listade i Catalogue of Life.